# Reinavilla
Reinavilla es un despoblado que actualmente forma parte del municipio de Laguardia, en la provincia de Álava, País Vasco (España).

## Toponimia
A lo largo de los siglos ha sido conocido también con el nombre de Reinavilia.

## Historia
Despoblado para el año 1366, en sus tierras se encontraron lápidas del siglo VIII.
Actualmente sus tierras son conocidas con el topónimo de Rinanilla.